# Безовє-при-Шентюрю
Безовє-при-Шентюрю (словен. Bezovje pri Šentjurju) — поселення в общині Шентюр, Савинський регіон, Словенія. 
Висота над рівнем моря: 428,1 м.